# أبل سيليكون

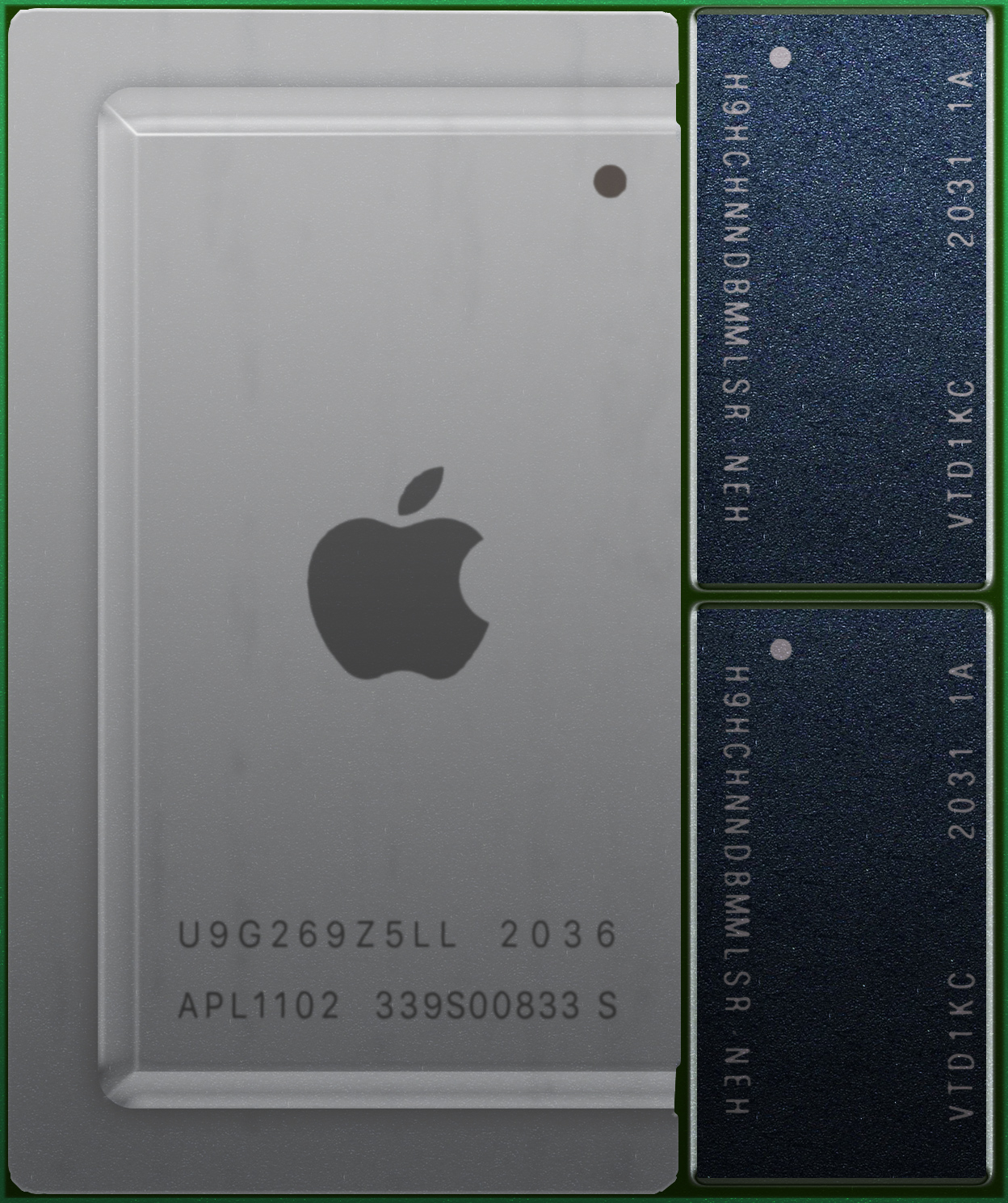

أبل سيليكون (بالإنجليزية: Apple silicon)‏ هي المعالجات التي تصممها شركة أبل، والتي يتم تسويقها تحت مسمى سيليكونات أبل، هي عبارة عن نظام على شريحة (SoC) ونظام في حزمة (SiP) صممت باستخدام بنية إيه آر إم بشكل أساسي. وهي أساس ساعة أبل والآيفون وآيباد، أعلن عن أول أجهزة ماك المستندة إلى بنية إيه آر إم، باستخدام معالج أبل ام 1، في مؤتمر آبل العالمي للمطورين في 10 نوفمبر 2020.